# Theda Ukena
Theda Ukena (Oldersum, 1432 — Greetsiel, 16 de novembro de 1494) foi condessa e regente da Frísia Oriental pelo seu casamento com Ulrico I da Frísia Oriental.

## Família
Theda era a filha de Uko Fockena, chefe tribal de Moormerland e de Emsigerland e de Hebe Attena de Dornum. Seus avós paternos eram Focko Ukena e Theda de Rheide. Seus avós maternos eram Lütet Attena, chefe tribal de Dornum e Nesse e Ocka tom Brok, que teria sido assassinada pelo próprio marido.
Ela teve dois irmãos: Ocko e Keno. Do segundo casamento de sua mãe com Hayko de Wyndenham, teve dois meio-irmãos também chamados de Ocko e Keno.

## Biografia
Em 1 de junho de 1453, com cerca de 21 anos de idade, Theda casou-se Ulrico Cirksena, futuro conde da Frísia Oriental, no Castelo Berum, em Hage, na Baixa Saxônia. Cerca de 24 anos mais velho do que a noiva, ele era filho de Enno Edzardisna e de Gela Syardsna de Manslagt.
Eles tiveram seis filhos, três meninas e três meninos.
Após a morte do marido, em 26 de setembro de 1466, Theda atuou como a regente do condado em nome de seus filhos, Enno I e Edzard I. Ela governou com a ajuda de Sibet Attena, sobrinho do conde Ulrico I.
Ela faleceu em 16 de novembro de 1494, com aproximadamente 62 anos de idade.

## Descendência
- Heba Cirksena (18 de novembro de 1457 – após 1477), esposa do conde Érico de Holsácia e Schauemburgo. Sem descendência;
- Gela Cirksena (n. 9 de fevereiro de 1459), não se casou e nem teve filhos;
- Enno I da Frísia Oriental (1 de julho de 1460 – 18 de fevereiro de 1491), sucessor do pai. Não se casou e nem teve filhos;
- Edzard I da Frísia Oriental (15 de janeiro de 1462 – 14 de fevereiro de 1528), sucessor do pai. Foi marido de Isabel de Rietberg, com quem teve três filhos;
- Uko Cirksena (n. 1 de abril de 1464), de seu casamento teve um filho;
- Almuth Cirksena (n. 1465), não se casou e nem teve filhos.